# Skorpeds socken
Skorpeds socken i Ångermanland ingår sedan 1971 i Örnsköldsviks kommun och motsvarar från 2016 Skorpeds distrikt.
Socknens areal är 511,0 kvadratkilometer, varav 479,10 land. År 2017 fanns här 561 invånare. Småorten Skorped och kyrkbyn Skorpeds kyrkby med sockenkyrkan Skorpeds kyrka ligger i socknen.

## Administrativ historik
Skorpeds församling bildades 1779 som kapellförsamling genom en utbrytning ur Sidensjö församling och sockenbildningen fullbordades på tidigt 1800-tal (församlingen blev annexförsamling 7 maj 1823). 
Vid kommunreformen 1862 övergick socknens ansvar för de kyrkliga frågorna till Skorpeds församling och för de borgerliga frågorna bildades Skorpeds landskommun. Landskommunen inkorporerades 1952 i Anundsjö landskommun som 1971 uppgick i Örnsköldsviks kommun.
1 januari 2016 inrättades distriktet Skorped, med samma omfattning som församlingen hade 1999/2000.  
Socknen har tillhört fögderier, tingslag och domsagor enligt vad som beskrivs i artikeln Ångermanland.  De indelta båtsmännen tillhörde Andra Norrlands andradels båtsmanskompani.

## Geografi
Skorpeds socken ligger väster om Örnsköldsvik, kring Nätraåns övre lopp. Socknen har odlingsbygd i den breda ådalen och är däromkring en kuperad sjörik skogsbygd med höjder som når över 400 meter över havet.
Skorpeds socken passeras av stambanan genom övre Norrland och 1889 tillkom stationen i Skorped (Storsvedjan) där också stationssamhället växte upp. 
Socknen består av 23 byar: Aspeå, Byvattnet, Holm, Lännäs, Lilltannsjön, Stenbittjärn, Tväjsjön, Rishöjden, Jussjön, Högland, Stavarmon, Lövsjö. Ottmyran, Önskan, Johannesberg, Skorped, Oppsjö, Degersjö, Uvsjön, Mosjö, Uberg, Djupsjö och Sjöland.

## Fornlämningar
Ett tiotal boplatser från stenåldern har påträffats och man har funnit cirka 150 fångstgropar.

## Namnet
Namnet (1535 Skorpe) kommer från kyrkbyn. Namnet innehåller skorp, 'ofruktbart område', oklart vilket som åsyftas.

## Befolkningsutveckling
| Befolkningsutvecklingen i Skorpeds socken 1810–1990                                                      | Befolkningsutvecklingen i Skorpeds socken 1810–1990 | Befolkningsutvecklingen i Skorpeds socken 1810–1990 | Befolkningsutvecklingen i Skorpeds socken 1810–1990 | Befolkningsutvecklingen i Skorpeds socken 1810–1990 |
| --- | --------------------------------------------------- | --------------------------------------------------- | --------------------------------------------------- | --------------------------------------------------- |
| |                                                     |                                                     |                                                     |                                                     |
| År |                                                     |                                                     | Folkmängd                                           |                                                     |
| 1810 | 1810                                                |                                                     | 398                                                 |                                                     |
| 1820 | 1820                                                |                                                     | 470                                                 |                                                     |
| 1830 | 1830                                                |                                                     | 673                                                 |                                                     |
| 1840 | 1840                                                |                                                     | 727                                                 |                                                     |
| 1850 | 1850                                                |                                                     | 1 066                                               |                                                     |
| 1860 | 1860                                                |                                                     | 1 207                                               |                                                     |
| 1870 | 1870                                                |                                                     | 1 526                                               |                                                     |
| 1880 | 1880                                                |                                                     | 1 682                                               |                                                     |
| 1890 | 1890                                                |                                                     | 1 963                                               |                                                     |
| 1900 | 1900                                                |                                                     | 2 149                                               |                                                     |
| 1910 | 1910                                                |                                                     | 2 067                                               |                                                     |
| 1920 | 1920                                                |                                                     | 2 063                                               |                                                     |
| 1930 | 1930                                                |                                                     | 1 934                                               |                                                     |
| 1940 | 1940                                                |                                                     | 1 856                                               |                                                     |
| 1950 | 1950                                                |                                                     | 1 682                                               |                                                     |
| 1960 | 1960                                                |                                                     | 1 442                                               |                                                     |
| 1970 | 1970                                                |                                                     | 1 074                                               |                                                     |
| 1980 | 1980                                                |                                                     | 849                                                 |                                                     |
| 1990 | 1990                                                |                                                     | 747                                                 |                                                     |
| Anm: Källor: Umeå universitet - Tabellverket 1749-1859, Demografiska databasen, CEDAR, Umeå universitet. |                                                     |                                                     |                                                     |                                                     |